# Onthophagus subansiriensis
Onthophagus subansiriensis är en skalbaggsart som beskrevs av Biswas 1979. Onthophagus subansiriensis ingår i släktet Onthophagus och familjen bladhorningar. Inga underarter finns listade i Catalogue of Life.